# Santa Maria da Feira (Beja)
Santa Maria da Feira foi uma freguesia portuguesa do Município de Beja que tinha 16,03 km² de área e 4 543 habitantes (2011), e, por isso, uma densidade populacional de 283,4 hab/km².
Foi extinta em 2013, no âmbito de uma reforma administrativa nacional, tendo sido agregada à freguesia de Salvador, para formar uma nova freguesia denominada União das Freguesias de Beja (Salvador e Santa Maria da Feira) com sede em Salvador.

## População
| População da freguesia de Beja (Santa Maria da Feira) (1864 – 2011) | População da freguesia de Beja (Santa Maria da Feira) (1864 – 2011) | População da freguesia de Beja (Santa Maria da Feira) (1864 – 2011) | População da freguesia de Beja (Santa Maria da Feira) (1864 – 2011) | População da freguesia de Beja (Santa Maria da Feira) (1864 – 2011) | População da freguesia de Beja (Santa Maria da Feira) (1864 – 2011) | População da freguesia de Beja (Santa Maria da Feira) (1864 – 2011) | População da freguesia de Beja (Santa Maria da Feira) (1864 – 2011) | População da freguesia de Beja (Santa Maria da Feira) (1864 – 2011) | População da freguesia de Beja (Santa Maria da Feira) (1864 – 2011) | População da freguesia de Beja (Santa Maria da Feira) (1864 – 2011) | População da freguesia de Beja (Santa Maria da Feira) (1864 – 2011) | População da freguesia de Beja (Santa Maria da Feira) (1864 – 2011) | População da freguesia de Beja (Santa Maria da Feira) (1864 – 2011) | População da freguesia de Beja (Santa Maria da Feira) (1864 – 2011) |
| ------------------------------------------------------------------- | ------------------------------------------------------------------- | ------------------------------------------------------------------- | ------------------------------------------------------------------- | ------------------------------------------------------------------- | ------------------------------------------------------------------- | ------------------------------------------------------------------- | ------------------------------------------------------------------- | ------------------------------------------------------------------- | ------------------------------------------------------------------- | ------------------------------------------------------------------- | ------------------------------------------------------------------- | ------------------------------------------------------------------- | ------------------------------------------------------------------- | ------------------------------------------------------------------- |
| 1864                                                                | 1878                                                                | 1890                                                                | 1900                                                                | 1911                                                                | 1920                                                                | 1930                                                                | 1940                                                                | 1950                                                                | 1960                                                                | 1970                                                                | 1981                                                                | 1991                                                                | 2001                                                                | 2011                                                                |
| 1 534                                                               | 1 679                                                               | 1 953                                                               | 1 999                                                               | 2 291                                                               | 2 301                                                               | 2 791                                                               | 3 463                                                               | 3 418                                                               | 3 975                                                               | 3 947                                                               | 4 187                                                               | 3 544                                                               | 3 577                                                               | 4 543                                                               |

Em 1864 figura com a designação de Santa Maria. Por decreto de 10/12/1867 foi-lhe dada a actual designação

## Património
- Área arqueológica da Quinta de Suratesta
- Arco romano de Beja ou Porta de Évora
- Igreja de Nossa Senhora da Conceição ou Museu Rainha Dona Leonor
- Igreja de Santa Maria da Feira ou Igreja Matriz de Santa Maria da Feira
- Palácio dos Maldonados